# Richard Rankin
Richard Harris (Rutherglen, Escocia; 4 de enero de 1983), más conocido como Richard Rankin, es un actor escocés, conocido por haber interpretado a Thomas Gillan en la miniserie The Crimson Field,  a Sean McGary en The Syndicate y a Elliott Carne en Thirteen, y actualmente por dar vida a Roger Mckenzie en la serie Outlander.

## Biografía
Tiene un hermano llamado Colin Harris, quien también es actor.
En 2006 comenzó a salir con la actriz Louise Stewart, pero la relación terminó en 2015.

## Carrera
Richard apareció en un comercial para "Belhaven Best".
En 2009 se unió a la serie Burnistoun donde participó interpretando a varios personajes hasta 2012.
En 2014 se unió al elenco principal de la miniserie The Crimson Field donde dio vida al capitán Thomas Gillan, hasta el final de la miniserie ese mismo año. 
En 2015 apareció como invitado en la serie policíaca Silent Witness donde interpretó al detective inspector Luke Nelson. En junio del mismo año apareció como invitado en la serie norteamericana American Odyssey donde dio a Haney.
También se unió al elenco principal de la tercera temporada de la serie The Syndicate donde interpretó al personal de mantenimiento Sean McGaryy/McAdams, un empleado de la casa "Hazelwood Manor". Y en la miniserie From Darkness donde interpretó a Norrie Duncan Finalmente también apareció en la película Burnt donde interpretó a uno de los meseros de Reece (Matthew Rhys).
En 2016 se unió al elenco de la miniserie Thirteen donde dio vida al detective inspector de la policía Elliott Carne, hasta el final de la miniserie ese mismo año.
En junio del mismo año se anunció que Richard se había unido al elenco de la segunda temporada de la serie The Last Kingdom la cual sería estrenada en 2017.
El 9 de julio de 2016 se unió al elenco principal de la segunda temporada de la serie Outlander donde interpreta a Roger Wakefield MacKenzie, el hijo adoptivo del reverendo Reginald Wakefield (James Fleet) quien se enamora de Brianna Fraser (Sophie Skelton), hasta ahora. El 24 de junio del mismo año se anunció que se había unido al elenco de la miniserie The Replacement donde interpretó al psiquiatra Ian Rooney.
- 2024 participa en el elenco de la serie británica "Rebus" (jeroglífico), codirigida por Niall MacCormick y Fiona Walton

## Filmografía[15]

### Series de televisión
| Año             | Título            | Personaje                | Notas                                   |
| --------------- | ----------------- | ------------------------ | --------------------------------------- |
| 2016 - presente | Outlander         | Roger Mckenzie           | 13 episodios                            |
| 2019            | Trust Me          | Dr. Alex Kiernan         | ep. #2.1                                |
| 2018            | Midsomer Murders  | Danny Wickham            | ep. #4                                  |
| 2017            | The Replacement   | Ian Rooney               | 3 episodios - miniserie                 |
| 2017            | The Last Kingdom  | Padre Hrothweard         | 2 episodios                             |
| 2016            | Thirteen          | Det. Insp. Elliott Carne | 5 episodios - miniserie                 |
| 2015            | The Syndicate     | Sean McGary              | 6 episodios                             |
| 2015            | From Darkness     | Norrie Duncan            | 4 episodios                             |
| 2015            | American Odyssey  | Haney                    | 2 episodios - miniserie                 |
| 2015            | Silent Witness    | Det. Insp. Luke Nelson   | 2 episodios                             |
| 2014            | The Crimson Field | Capt. Thomas Gillan      | 6 episodios - miniserie                 |
| 2009 - 2012     | Burnistoun        | Varios Personajes        | 19 episodios                            |
| 2010            | Taggart           | Ged MacShane             | episodio "I.O.U."                       |
| 2009            | The Old Guys      | Novio                    | episodio "Marriage"                     |
| 2007            | Legit             | Nelson                   | episodio "Danny, Champion of the World" |
| 2006            | VideoGaiden       | Varios Personajes        | 2 episodios                             |

### Películas
| Año  | Título           | Personaje | Notas |
| ---- | ---------------- | --------- | --- |
| 2015 | Adam Jones       | Mesero    | junto a Alicia Vikander, Jamie Dornan, Bradley Cooper, Lily James, Sienna Miller, Daniel Brühl, Emma Thompson y Matthew Rhys |
| 2014 | The House of Him | Él        | junto a Louise Stewart, Kirsty Strain, Amy E. Watson y Hope Florence                                                         |
| 2011 | Dead Ringer      | Richard   | corto |

### Teatro
| Año         | Obra                                         | Personaje   | Director (a)       | Teatro              | Notas                                  |
| ----------- | -------------------------------------------- | ----------- | ------------------ | ------------------- | -------------------------------------- |
| 2014        | Unusual Unions                               | Freddie     | Caroline Steinbeis | Royal Court Theatre | junto a Brian Ferguson & Nathan Osgood |
| 2013        | Most Favoured                                | Michael     | Hamish Pirie       | Traverse Theatre    | junto a Gabriel Quigley                |
| 2010 - 2013 | Black Watch                                  | Granty      | John Tiffany       | National Theatre    | junto a Stuart Martin & Alan McNamara  |
| 2012        | Good With People                             | Evan Bold   | George Perrin      | Traverse Theatre    | junto a Blythe Duff                    |
| 2012        | Cinderella                                   | Hermana Fea | Brian O'Sullivan   | Livingston Theatre  | -                                      |
| 2011        | Aladdin                                      | Abanazar    | David Lee-Michael  | Byre Theatre        | -                                      |
| 2010        | The Lieutenant of Inishmore                  | Donnie      | David-Lee Michael  | -                   | -                                      |
| 2009        | The Pillowman                                | Tupolski    | David-Lee Michael  | XLC Theatre         | -                                      |
| 2008        | Celts in Seville                             | -           | Tony Roper         | Royal Court Theatre | junto a Louise Stewart                 |
| 2008        | Mary Queen of Scots Got Her Head Chopped Off | Bothwell    | David-Lee Michael  | XLC Theatre         | -                                      |